# Namecheap
Namecheap, Inc. is een Amerikaans registrar en webhoster. Het hoofdkantoor staat in Phoenix. Namecheap is wereldwijd de op een na grootste registrar van domeinnamen.
Het bedrijf werd in 2000 opgericht door Richard Kirkendall en begon met het aanbieden van registraties voor domeinnamen en webhosting. Het beheerde in 2021 in totaal ruim 15 miljoen domeinnamen.